# Бржетіслав Рихлік
Бржетіслав Рихлік (чеськ. Břetislav Rychlík; нар. 1958) — чеський режисер, сценарист, журналіст.

## Біографія
Вивчав інженерну справу в університеті. Працював робітником на качиній фірмі, працівником сцени, актором регіональних театрів. З 1982 — актор та режисер чеської театральної студії «HaDivadlo» та гостьовий режисер в інших театрах. З другої половини 1990-х займається переважно документалістикою, зняв вже понад сто робіт.
Друкується у чеській періодиці. У 2001 році Рихлік видав збірку есе «Занепад підвод у Чехії». В 2015 презентував кінопрограму спеціальної чеської платформи на Книжковому арсеналі в Києві. 2016 року став режисером п'єси Вацлава Гавела «Санація», яку поставили на сцені Національного академічного драматичного театру імені Івана Франка.